# Liberty Professionals
Der Liberty Professionals Football Club, kurz Liberty Professionals, ist ein Fußballverein aus der ghanaischen Stadt Dansoman. Er wurde im Jahr 1996 gegründet und erreichte 2009 das Halbfinale im WAFU Club Cup.

## Geschichte
Die Liberty Professionals, gegründet 1997, starteten ihre erste Saison in der 2. Liga von Ghana, aber schafften den Aufstieg in die 1. Liga innerhalb von zwei Jahren. Seitdem hielten sie immer die Klasse. Der Klub hat ein Farm-Team Thika United F.C.

### Thika United
Das "Farmteam" wurde im Jahr 2000 mit dem Namen "Beirut FC" gegründet. Es war ein Vorort-Team, locker organisiert von einigen sozial engagierten Menschen, die versuchten, die Jugend zu beschäftigen und von kriminellen Aktivitäten fernzuhalten.
Noch heute ist Thika United ein von Unternehmen unabhängiger Verein mit folgenden Fußballsparten:
- Thika United Ladies
- Thika United Players
- Thika United Youth

Zudem gibt es noch die Boxsparte.

## Stadion
Das Stadion Dansoman Park hat 2000 Plätze. 

## Bekannte Spieler
- Daniel Adjei

## Bekannte ehemalige Spieler
- Tanko Adams
- Mark Amofah
- Kwadwo Asamoah
- Ben Cofie
- Asamoah Gyan
- Kwame Darko
- Obeng Darko
- Michael Essien
- Mustapha Essuman
- Sulley Muntari
- Peter Ofori-Quaye
- Lawrence Quaye